# Encarsia scapeata
Encarsia scapeata is een vliesvleugelig insect uit de familie Aphelinidae. De wetenschappelijke naam is voor het eerst geldig gepubliceerd in 1988 door Rivnay.